# EC Red Bull Salzburg
EC Red Bull Salzburg je austrijski klub u hokeju na ledu iz grada Salzburga. Klub trenutačno nastupa u regionalnoj austrijskoj hokejaškoj ligi. Domaće utakmice igraju u dvorani Eisarena Salzburg kapaciteta 3.200 sjedećih mjesta.

## Povijest[1]
Red Bull je mlad klub koji je osnovan 2000. godine. Njegov prethodnik, Salzburg EC, posljednji put je igrao u najvišem rangu austrijskog hokeja u sezoni 1987./88. Uspon hokeja u Salzburgu počinje povratkom u prvu ligu u sezoni 2004./05. Prvu sezonu završavaju na posljednjem mjestu (nitko nije ispao), ali su već sljedeće sezone zahvaljujući izdašnom sponzoru Red Bullu ojačali momčad i ušli u finale doigravanja.
Prvi naslov prvaka je osvojen u sezoni 2006./07. u finalu protiv Villacha, a sljedeće sezone "Bikovi" su obranili naslov u kontroverznom finalu protiv Olimpije. Iako su "Zmajčeki" slavili u četvrtoj utakmici i poveli s 3:1 u pobjedama, zbog nepoštivanja pravila o bodovanju igrača utakmica je registrirana službenim rezultatom u korist Austrijanaca. U preostale dvije utakmice prvaci su iskoristili šok među Ljubljančanima i osvojili svoj drugi naslov u povijesti. Sljedeće sezone Red Bull je osvojio treće mjesto u ligi, ali je pobjedama nad Acroni Jesenicama u četvrtfinalu i Vienna Capitalsima u polufinalu došao do svog četvrtog uzastopnog finala doigravanja. Međutim, KAC iz Celovca je bio bolji u sedam utakmica tako da su hokejaši iz Salzburga nakon dvije sezone ostali bez naslova prvaka. U sezoni 2009./10. nopravili su sve kako bi vratili titulu u Salzburg i to im je na kraju i uspjelo. U finalu su svladali s 4:2 EHC Linz koji se tamo plasirao kao iznenađenje jer su na putu izbacili VS Villacher i Vienna Capitalse. 

## Trofeji
- Austrijska hokejaška liga (EBEL) (6): 2006./07., 2007./08., 2009./10., 2010./11., 2014./15., 2015./16.
- Prvak Austrije (7): 2006./07., 2007./08., 2009./10., 2010./11., 2013./14., 2014./15., 2015./16.
- Continental Cup (1): 2009./10.
- European Trophy (1): 2011.

## Momčad (2009.)
| Br.      | Ime                | Pozicija     | Datum rođenja       | Mjesto rođenja                       | Visina  | Težina  |         |         |
| Vratari  | Vratari            | Vratari      | Vratari             | Vratari                              | Vratari | Vratari | Vratari | Vratari |
| -------- | ------------------ | ------------ | ------------------- | ------------------------------------ | ------- | ------- | ------- | ------- |
| 10       | Bobby Goepfert     | vratar       | 9. svibnja 1983.    | Kings Park, New York, SAD            | 154 cm  | 77 kg   |         |         |
| 30       | Thomas Höneckl     | vratar       | 10. listopada 1989. | Schwarzach, Austrija                 | 184 cm  | 83 kg   |         |         |
| 80       | David LeNeveu      | vratar       | 23. svibnja 1983.   | Fernie, Britanska Kolumbija, Kanada  | 185 cm  | 85 kg   |         |         |
| Bekovi   |                    |              |                     |                                      |         |         |         |         |
| 17       | Michael Gergen     | lijevi bek   | 17. veljače 1987.   | Hastings, Minnesota, SAD             | 181 cm  | 88 kg   |         |         |
| 57       | Wilhelm Lanz       | bek          | 28. travnja 1988.   | Salzburg, Austrija                   | 190 cm  | 91 kg   |         |         |
| 5        | Robert Lembacher   | bek          | 24. lipnja 1989.    | Beč, Austrija                        | 177 cm  | 82 kg   |         |         |
| 44       | Doug Lynch         | bek          | 4. travnja 1983.    | Vancouver, Kanada                    | 191 cm  | 97 kg   |         |         |
| 33       | Jeremy Rebek       | bek          | 8. veljače 1986.    | Ottawa, Kanada                       | 179 cm  | 88 kg   |         |         |
| 28       | Andreas Reisinger  | bek          | 14. ožujka 1988.    | Beč, Austrija                        | 185 cm  | 92 kg   |         |         |
| 23       | Mike Siklenka      | bek          | 18. prosinca 1979.  | Meadow Lake, Saskatchewan, Kanada    | 196 cm  | 105 kg  |         |         |
| 51       | Matthias Trattnig  | bek          | 22. travnja 1979.   | Graz, Austrija                       | 185 cm  | 96 kg   |         |         |
| 20       | Daniel Welser      | desni bek    | 16. veljače 1983.   | Klagenfurt, Austrija                 | 180 cm  | 89 kg   |         |         |
| Napadači |                    |              |                     |                                      |         |         |         |         |
| 16       | Ryan Duncan        | napadač      | 14. srpnja 1985.    | Caglary, Alberta, Kanada             | 168 cm  | 75 kg   |         |         |
| 18       | Jonathan Filewich  | desno krilo  | 2. listopada 1984.  | Kelowna, Britanska Kolumbija, Kanada | 188 cm  | 93 kg   |         |         |
| 50       | Mario Fischer      | napadač      | 5. svibnja 1989.    | Beč, Austrija                        | 185 cm  | 86 kg   |         |         |
| 91       | Dominique Heinrich | napadač      | 31. srpnja 1990.    | Beč, Austrija                        | 172 cm  | 73 kg   |         |         |
| 9        | Thomas Koch        | napadač      | 17. kolovoza 1983.  | Klagenfurt, Austrija                 | 173 cm  | 79 kg   |         |         |
| 15       | Manuel Latusa      | napadač      | 23. siječnja 1984.  | Beč, Austrija                        | 181 cm  | 86 kg   |         |         |
| 90       | Patrick Maier      | napadač      | 17. travnja 1990.   | Linz, Austrija                       | 178 cm  | 78 kg   |         |         |
| 36       | Marco Pewal        | napadač      | 17. rujna 1978.     | Villach, Austrija                    | 177 cm  | 78 kg   |         |         |
| 41       | Steve Regier       | lijevo krilo | 31. kolovoza 1984.  | Edmonton, Kanada                     | 196 cm  | 95 kg   |         |         |
| 13       | Michael Schiechl   | centar       | 29. siječnja 1989.  | Judenburg, Austrija                  | 181 cm  | 90 kg   |         |         |
| 96       | Martin Ulmer       | napadač      | 26. travnja 1988.   | Dornbirn, Austrija                   | 175 cm  | 80 kg   |         |         |
| 7        | Kelsey Wilson      | lijevo krilo | 22. siječnja 1986.  | Sault Ste. Marie, Ontario, Kanada    | 185 cm  | 96 kg   |         |         |

| Pierre Pagé        | glavni trener  | Eisbären Berlin |
| Reijo Ruotsalainen | pomoćni trener |                 |
| Daniel Dupuis      | pomoćni trener |                 |
| Jim Brithen        | pomoćni trener |                 |
| Andreas Deinhammer | pomoćni trener |                 |

## Vanjske poveznice
- Službena stranica